# Ландшафтний регіональний парк «Стужиця»
Ландшафтний регіональний парк «Стужиця» - заповідна зона, що розташована поблизу селища Східниця у Дрогобицькому районі Львівської області. Площа парку становить 4250 га. 

## Географія
Парк знаходиться на східному схилі Бескидського хребта. Найвищі вершини масиву - Кременець (1214 м) і Мала Равка (1269 м).

## Клімат
Клімат в цьому районі вологий, помірний, в субальпійському поясі - прохолодний. Середня температура січня -5,4 °С, липня - +18,3 °С, середньорічна - -6,9 градусів. Річна сума опадів - 956 мм.

## Флора
Серед рослин у парку переважають букові ліси. Зрідка зустрічаються ялиново-букові ліси. Верхня межа лісу проходить на висоті близько 1200 м. Верхня частина вододільного хребта (вище 1200 м) зайнята субальпійськими луками.

## Фауна
Фауна краю типова для широколистяних лісів Карпат.